# Зима
Зимата е един от четирите сезона в умерения пояс, заедно с пролетта, лятото и есента. Астрономично тя започва със зимното слънцестоене (около 21 декември в северното полукълбо и 21 юни в южното полукълбо) и завършва с пролетното равноденствие (около 21 март в северното полукълбо и 23 септември в южното полукълбо). В метеорологията се използва различна конвенция – месеците юни, юли и август в южното полукълбо и декември, януари и февруари в северното полукълбо.
- През 2025 г. астрономическата зима (слънцестоене) в Северното полукълбо започва[1] на 21 декември в 17:03 ч. българско време.

Зимата е сезонът с най-къси дни, което варира значително в зависимост от географската ширина, и с най-ниски температури. В районите, по-отдалечени от екватора, през зимата има значителни снеговалежи.

## Причини
Зимата, както и останалите сезони, се дължи на наклона на земната ос, който е 23,45° спрямо орбиталната равнина, в която се движи Земята. Поради този наклон различни части на планетата са подложени на различно осветяване от страна на Слънцето при движението ѝ по орбитата през годината. Вследствие на това през този период лъчите падат под много малък ъгъл спрямо земната повърхност, като това води до разпръскването им (снопът от лъчи) на по-голяма повърхност – вода или суша, а не се фокусира на по-малка площ, както е през лятото, когато снопът лъчи идва почти вертикално. През зимата Слънцето е и ниско над хоризонта, за по-кратко време през деня, в сравнение с лятото. Земята е осветена, но значително по-малко количество енергия попада върху континентите и океаните на това полукълбо на планетата, в чиято част лъчите падат под малък ъгъл. Освен това тъмната част на денонощието (нощта) се увеличава значително, като повече от половината от съответното полукълбо през този период се намира в нощ във всеки един момент. Така за единица площ се пада по-малко количество енергия и се приема по-малко топлина. Още и Слънцето залязва напълно в зоната зад полярния кръг и там настъпва полярната нощ. Всички тези фактори водят до увеличена загуба на топлина от съответното полукълбо (южно или северно) в космоса, което не може да се компенсира от ниския приток на енергия и слънчево греене през този сезон, в сравнение с лятото. Въздухът, водата и земната повърхност изстиват и над тях се образуват масивни студени – полярни и арктични въздушни маси с много ниски температури, които нахлуват все по на юг (в северното полукълбо) или все по на север (в южното).
Соларната зима е такъв период от годината, през който даденото полукълбо получава най-малко слънчева енергия. За северното полукълбо това е периода от началото на месец ноември до средата на месец февруари, а за южното – от началото на месец май, до началото на месец август.
Астрономически зимата започва в деня на зимното слънцестоене. Тогава тези слънчеви лъчи, падащи под ъгъл 90°, са най-отдалечени от екватора, съответно Слънцето е най-ниско по видимия си път над хоризонта за цялата година. За Северното полукълбо това се случва около 21 декември и тогава преките слънчеви лъчи падат точно върху южната тропична окръжност (Тропик на Козирога), а за южното полукълбо – около 21 юни, когато преките лъчи попадат върху северната тропична окръжност (Тропик на Рака). След деня на зимното слънцестоене, ъгълът на слънчевите лъчи започва да се увеличава бавно и видимото положение на Слънцето над хоризонта става все по-високо. Астрономически зимата приключва в деня на пролетно равноденствие, когато Слънцето пресече т.нар. небесен екватор в пролетната равноденствена точка и лъчите, падащи под ъгъл 90° на повърхността, мигрират (навлязат) в северното – през месец март, или южното – месец септември, полукълба.
1. Видео файл с обяснения за причините 2. Видео файл с обяснения за причините Вижте къде в момента са директните слънчеви лъчи – Жълтият слънчев знак маркира мястото, където Слънцето в този момент е в зенит.

## Метеорологични аспекти
Метеорологичната зима е сезона с най-къси дни и най-ниски температури. Нощта преобладава през зимата и в някои региони има най-големите количества валежи и продължителна влажност, в резултат на постоянна снежна покривка или високи нива на валеж в комбинация с ниски температури, спиращи изпарението. Често се образуват виелици, които причиняват много закъснения в транспорта. Рядко срещан метеорологичен феномен, наблюдаван през зимата, е ледената мъгла, която е образувана от ледени кристали във въздуха и която се формира само при много ниски температури (под −30 °C).
Натрупване на сняг и лед предимно се асоциира със зимата в Северното полукълбо, поради големите земни маси там. В южното полукълбо морският климат и относителната липса на земя южно от 40-ия южен паралел правят зимите по-меки и следователно снегът и ледът са по-рядко срещани в населените региони на Южното полукълбо. В Южното полукълбо сняг се среща всяка година във високите райони, като например Андите, Голямата вододелна планина в Австралия и в планините на Нова Зеландия, а също така и в южните части на региона Патагония в Южна Америка. Сняг се среща целогодишно в Антарктида. Но поради факта че когато в Южното полукълбо е зима – месеците май, юни, юли и август, тогава Земята е най-отдалечена от Слънцето (т.нар. афелий в началото на юли), което обуславя значително по-ниски температури на Южния полюс, отколкото на Северния полюс през зимата в Северното полукълбо. Това обяснява защо в Антарктида са измерени най-ниските температури на планетата – абсолютният минимум е −89.2 °C (−128.6 °F). Също така през Южната зима, студени въздушни маси достигат често малките географски ширини на Южното полукълбо и почти всяка година има снеговалежи – в далечния студен юг на Южна Америка, високите плата на Южна Африка, Южна Австралия и Нова Зеландия.

## Биологични аспекти
Зимата е период на покой за повечето растения и животни. Най-вече при растенията, заради невъзможността им да се движат активно и биологическата особеност да са закрепени на едно място, за да могат да вегетират. Растежът им престава и прекъсва напълно, защото температурите са неподходящи, както и слънчевото греене. Също така през този период водата преминава в твърдо агрегатно състояние – лед и не може да се използва от растителните организми. Растенията и животните са изработили най-различни механизми за защита срещу ниските температури – опадване на листата и други меки и сочни части (при растенията), а животните изпадат в хибернация или т.нар. зимен сън в зимни леговища. Целта е да преодолеят най-жестокия им враг и най-свирепата проява на зимата – студа (ниските температури). Ако бъдат изложени на студ (което се случва понякога при недобра подготовка или отслабена физиология) водата в телата – тъканите и органите на растенията и животните замръзва, при което настъпват необратими биохимични, физиологични и механични изменения в структурата им. Образуваните остри ледени кристали разкъсват клетъчните стени и мембрани, разрушават нежните кръвоносни съдове и проводящи цеви в живите организми, което най-често е смъртоносно за тях.

## Периодичност
Астрономически зимата започва със зимното слънцестоене и завършва с пролетното равноденствие. Други смятат, че сезоните се определят от метеорологичното време като зимата е приблизително целите месеци юни, юли и август в южното полукълбо и декември, януари и февруари в северното полукълбо. Според трета дефиниция сезоните не са четвъртини на годината, а са гъвкави периоди на дадено място, определени от атмосферните условия, като зимата според това определение е, когато времето определено стане студено.